# Districte de Sironj
El districte de Sironj fou una divisió administrativa de l'estat de Tonk (1817-1949) i quan aquest va quedar integrat al Rajasthan, fou un districte d'aquest estat (1949-1956). La capital era la ciutat de Sironj. El 1956 per la reorganització dels estats, el districte, que estava rodejat de territori de Madhya Pradesh i separat físicament del Rajasthan, fou declarat part del districte de Vidisha a Madhya Pradesh.